# جان ريبو
جان ريبو (بالفرنسية: Jean Riboud)‏ هو شخصية أعمال فرنسي، ولد في 15 نوفمبر 1919 في ليون في فرنسا، وتوفي في 20 أكتوبر 1985 في نويي-سور-سين في فرنسا.